# Richard Rose (Mystiker)

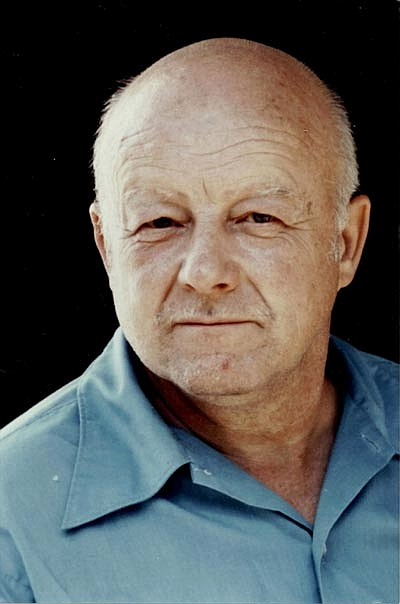
Richard Rose, 1974

Richard Rose (* 14. März 1917 in Benwood, West Virginia; † 6. Juli 2005 in Weirton, West Virginia) war ein US-amerikanischer Mystiker, Philosoph, Autor, Dichter und Erforscher paranormaler Phänomene. Er veröffentlichte eine Reihe von Büchern und hielt Vorträge an Universitäten und anderen Einrichtungen während der 1970er und 1980er Jahre.
Rose hat ein System entwickelt, welches er als „Rückzug von der Unwahrheit“ beschrieb – eine Hinterfragung der persönlichen Glaubenssysteme und des eigenen Lebensstils. In diesem System verwirft man Schritt für Schritt alles, was als falsch erkannt wird. Er glaubte an eine ultimative spirituelle Wahrheit, die durch beharrliches Bemühen und eine skeptische Herangehensweise, wie die seine, erkannt werden kann.
Er betrachtete eingehend die menschliche Psyche, menschliche Schwächen und das menschliche Potential, um dann provokante Texte zu Themen wie Psychologie, Psychiatrie, Religion, das Hochschul- und Rechtssystem und die New-Age-Bewegung zu schreiben. Seine Kritik betraf unter anderem Gruppenzwang, Dogmatismen, finanzielle Motive, emotionale Verlockungen und das Vertrauen in fragwürdige Autoritäten.

## Leben
Richard Rose wurde in den USA in Benwood, West Virginia, geboren. Im Alter von 12 Jahren besuchte er ein katholisches Priesterseminar in Butler, Pennsylvania. Später erinnerte er sich an seine damalige Freude an der Aussicht, einmal mit Mönchen und Nonnen zusammenzuleben, die eine direkte Verbindung zu Gott haben sollen. Jedoch wurde er von seinen Lehrern und deren Forderung nach einem blinden Glauben enttäuscht. Er verließ das Seminar mit 17 Jahren, noch immer auf der Suche nach Gott, aber diesmal wollte er sich der Hilfe der Wissenschaft bedienen. Er studierte Chemie und Physik am College, wurde aber auch hier wieder bei seiner Suche nach Gott bzw. der Wahrheit enttäuscht. Daraufhin reiste er quer durch die USA und verdiente sich auf verschiedene Arten seinen Lebensunterhalt. So arbeitete er z. B. auf dem ersten nuklearen U-Boot für die Firma Babcock & Wilcox in Alliance, Ohio. Für das National Jewish Medical & Research Center in Denver arbeitete er an dem Antibiotikum Stryptomycin und für Martin Aircraft in Baltimore führte er metallurgische Tests durch.
Während seines Aufenthalts in Baltimore wurde sein älterer Bruder James beim Dienst auf einem Handelsschiff durch den Torpedoangriff eines deutschen U-Boots getötet. Dies war ein schwerer Schock für Rose und sollte einen großen Einfluss auf seine weitere spirituelle Entwicklung haben.
Im Sommer 1947 arbeitete Rose als Kellner in einem Tennis-Club in Seattle, als er ein Erlebnis hatte, dass er als „Gotteserfahrung“ beschrieb. Einige Monate später beschrieb er dieses Ereignis in „The Three Books of the Absolute.“
Einige Jahre später heiratete er und gründete eine Familie. Die nötigen finanziellen Mittel erwirtschaftete er mit einem Malerunternehmen und einer Rinderzucht.
Während dieser Zeit arbeitete er mit Menschen zusammen, die sich für parapsychologische Phänomene wie außersinnliche Wahrnehmung oder Hypnose interessierten. Trotzdem, sagte er, habe er niemals jemanden getroffen hatte, der wirklich daran interessiert gewesen wäre, Antworten auf die Fragen nach der Natur des Geistes und der Wirklichkeit zu finden. In dieser Zeit arbeitete er an seinem ersten Buch „The Albigen Papers“ (veröffentlicht 1973), das einen Umriss seiner Philosophie darstellt.
Im Jahr 1972 wurde Rose zu einer Gesprächsrunde der Theosophischen Gesellschaft in Pittsburgh eingeladen. Zwei teilnehmende Studenten der Universität Pittsburgh hatten daraufhin die Idee, eine Gesprächsgruppe um Rose zu bilden. 1973 schließlich gründeten Rose und eine Handvoll Studenten die TAT Foundation, um die Lehren Roses öffentlich zu machen. TAT steht für „Truth and Transmission“ („Wahrheit und Weitergabe“). Aus dieser Gruppe gingen weitere Gruppen an Universitäten im Nordwesten und Westen der USA hervor (z. B. Denver und Los Angeles). Außerdem stellte Rose seine Farm für Versammlungen und einzelnen Personen als Rückzugsort zur Verfügung. Zu diesem Zweck bauten die Studenten unter Anleitung von Rose zwei große Versammlungsgebäude und einige kleine Hütten. Dies führte dazu, dass sich in den folgenden zwei Jahrzehnten hunderte von Menschen auf ihre spirituelle Suche machten.
Während diese Gruppen an Zahl und Umfang zunahmen, veröffentlichte Rose weitere Texte. Seine öffentlichen Auftritte führte er bis in die frühen 1990er Jahre fort, bevor erste Anzeichen der Alzheimer-Krankheit dies nicht mehr möglich machten.

## Lehre
Sein Schüler David Gold beschreibt Roses Arbeit als diskret und direkt. Rose wollte keine populäre Bewegung schaffen, sondern ein subtiles Netzwerk sich nahe stehender Studenten. Zu dem sich daraus entwickelten Kreis von Schülern und Interessierten gehörte unter anderen auch der Autor Joseph Chilton Pearce.
Obwohl Rose aus bescheidenen Verhältnissen kam, wählte er ein wissenschaftliches Studium. Seine Lehren basierten auf lebenslanger Erfahrung und Suche, insbesondere auf seinem Erlebnis als Dreißigjähriger. Joseph Chilton Pearce beschreibt ihn als einen „ernsthaften Mann aus West Virginia, der nichts mehr wollte, als das umwälzende Erlebnis, die Erleuchtung, die ihn aus heiterem Himmel traf, an andere Menschen weiterzureichen“.

### Grundsätze
Sein Schüler John Kent empfindet Roses Lehren als schwierig zu beschreiben, weil Rose die innere Suche für jeden Menschen als natürlicherweise subjektiv und vertraulich betrachtete. Seine Lehren bestanden mehr aus der Suche nach persönlicher Einsicht und Selbstbeobachtung als aus einer Sammlung spezieller Techniken. Trotzdem, so Kent, formulierte Rose ein Lehrsystem basierend auf seinen Studien anderer Glaubenssysteme und seinen eigenen Einsichten. Kent fasst die Kernfragen der Lehre wie folgt zusammen:
1. Wer bin ich (wirklich)?
2. Woher komme ich (Zustand vor der Geburt)?
3. Wohin gehe ich (nach dem Tod)?

Rose empfiehlt eine eingehende Suche danach, „wer“ lebt und die Welt erfährt, um das Selbst und das Ego eindeutig zu definieren. Er bestand auch darauf, dass ein Leben voller Aktivität bedeutungslos ist, solange die Identität des Handelnden nicht erkannt wurde. Die Beschäftigung mit spirituellen Lehren zu dem Zweck, Frieden zu finden oder das eigene Leben zu verbessern, empfand er als unsinnig und „utilitaristisch“. Stattdessen empfahl er die totale Hingabe an die Suche nach der Wahrheit – insbesondere das Selbst und das Ego betreffend – unabhängig von persönlichen Konsequenzen.
Er benutzte den Begriff der „Jakobsleiter“ als Beschreibung einer überpersonalen Reiseroute. Darauf basierend benutzte er Ausdrücke wie „Gesetz der Leiter“ und „Leiterarbeit“, um verschiedene Ebenen der Erkenntnis zu beschreiben, die er bei Wahrheitssuchenden vorfand. Ebenso glaubte er, dass man nur denjenigen helfen oder von denjenigen geholfen werden kann, die sich auf derselben oder einer benachbarten Stufe der Leiter befinden. Er war der Ansicht, dass überdurchschnittliche Ergebnisse erzielt werden können, wenn eine Gruppe von Menschen ihre Anstrengungen bzgl. einer Sache vereint. Dies bezeichnete er als „Contractor's Law“.
Rose warnte davor, vorzugeben, was Wahrheit sein sollte – beispielsweise bezogen auf das Selbst und das Ego – und dann zu versuchen, diese zu erreichen. Stattdessen sollte z. B. versucht werden, Missverständnisse aus dem Weg zu räumen. Seine Definition von Wahrheit war „ein Zustand, in dem jegliche Unwahrheit entfernt wurde“. Er benutzte Begriffe wie „Rückzug vom Falschen“ und „Umkehrvektor“, um den Prozess des Sich-Entfernens vom offensichtlich Falschen – vom „Müll“, wie er sagte – zu beschreiben. Dies soll Denken und Intuition bereinigen, um so einen Punkt zu erreichen, ab dem subtilere Unwahrheiten erkannt werden können.
Rose veröffentlichte „The Albigen Papers“ im Jahr 1973, ein, wie er es nannte, Reiseführer für Suchende. Später wurden seine Theorien über die Umwandlung von Energie vom Körper über den Geist hin zu dem, nach seinen Worten, „spirituellen Quantum“ veröffentlicht. Sie beschreiben, ähnlich wie aktuelle Theorien, den Geist als ein Kraftfeld. Er gab eine Broschüre heraus, in der er eine Methode zur Meditation erklärt, die durch das leidenschaftslose Betrachten vergangener traumatischer Erlebnisse zur Überwindung psychologischer Probleme und zum Verstehen des Ichs führt. Sein Buch Psychology of the Observer („Psychologie des Beobachters“) beinhaltet seine Ansichten zur Struktur der Geistesprozesse und zu dem, was er als inneren Aufstieg von einer persönlichen, Konflikt behafteten Sicht der Welt hin zu einer mehr universellen Perspektive beschreibt.
Gelegentlich demonstrierte Rose seine Fähigkeiten zur Hypnose und sagte, dass ein Verständnis der Hypnose ein Schlüssel zum Verständnis der Mechanik des Geistes ist. In seiner Kritik der New-Age- und anderer spiritueller Bewegungen verwies er oft auf deren Verwendung von Methoden zur Selbsthypnose.

### Empfehlungen
Sein Schüler John Kent beschreibt die Philosophie von Rose als „am ehesten mit dem Non-Dualismus des Advaita Vedanta“ vergleichbar. Kent schreibt jedoch auch, dass Rose weniger ein Konzept, eine Struktur oder eine spezielle Praxis hatte, auf der seine Lehren aufbauten, sondern dass er stattdessen die Vertiefung in bestehende Methoden und Religionen befürwortete; und zwar stets mit einem, wie er es nannte, „respektvollen Zweifel“. Dies hatte zur Folge, dass seine Schüler ein breites Wissen über eine Reihe von esoterischen Gruppen und Methoden erlangten, welches sie dann wiederum in ihrem Bekanntenkreis weitergeben konnten. Dies stimmte mit Roses Ansicht überein, dass der eigene Fortschritt auf dem spirituellen Pfad verknüpft ist mit den eigenen Anstrengungen, anderen auf ihrem Weg zu helfen.
Basierend auf seinen Nachforschungen gab es Autoren spiritueller Literatur, die Rose seinen Schülern empfahl, und andere Autoren, über die er eher abschätzig sprach. Unter denen, die er am ehesten für lesenswert hielt, waren der indische Guru Ramana Maharshi, der Chan-Meister Huang Po, die christlichen Mystiker Johannes vom Kreuz und Teresa von Ávila, Georges Gurdjieff und die Forscher Paul Brunton und Richard Maurice Bucke. In seinen Albigen Papers beschreibt er die Bücher von H. P. Blavatsky als „einige der wertvollsten, die ein Schüler besitzen kann“ und in seiner Veröffentlichung Profound Writings Easy & West erwähnt er ihr Book of Golden Precepts (auch The Voice of the Silence oder als deutsche Ausgabe Die Stimme der Stille) als „ein konzentrierter Leitfaden zu den tiefsten Lehren der Menschheit“. Rose befürwortete das Studium von, wie er es nannte, thaumaturgischen Gesetzen als Mittel, um sich bei der Erforschung der Dimensionen des Bewusstseins vor unsichtbaren Einflüssen zu schützen. Hier bezog er sich auf Texte von Eliphas Levi u. a.

### Lehrstil und Methoden
Laut Kent forderte Rose starken persönlichen Einsatz bei der spirituellen Suche, ähnlich wie Gurdjieff, und riet von halbherzigem Engagement ab. Und so waren einige Aspekte seines Lehrstils dann auch z. B. Methoden der Konfrontation, wie sie im Zen benutzt werden, die Befürwortung eines zölibatären Lebensstils und die kritische Auseinandersetzung mit den, wie er sie nannte, heiligen Kühen der Politik und Gesellschaft. Im persönlichen Umgang versuchte er, die Illusionen und Falschheiten seiner Schüler zu beseitigen, die diese vor sich selbst verbargen. Dies verleitete seine Schüler dazu, ihn einen Zen-Meister zu nennen, obwohl er ein starker Kritiker des Mainstream-Zen war. Tatsächlich jedoch hieß der erste von Rose in Pittsburgh gegründete Arbeitskreis Zen Study Group (zu deutsch: Zen-Arbeitsgruppe), was seine prinzipielle Zuneigung zu den Methoden des Zen widerspiegelte. Andere Gruppen fasste er später unter dem Namen Pyramid Zen Society (zu deutsch: Pyramiden-Zen-Gesellschaft) zusammen, bezugnehmend auf die Tatsache, dass nur wenige Menschen (die Spitze der Pyramide) an einem totalen Engagement bei der spirituellen Suche interessiert sind. Er glaubte, dass das Drängen auf Entschlossenheit bei seinen Studenten eine engagiertere Gruppe von Denkern und Forschern hervorbringen würde.
Rose hat in den 1970er Jahren zahlreiche Vorträge gehalten, in denen er seinen Ansatz bzgl. des Zen darstellte und die auch namentlich Zen erwähnten: The Psychology of Zen (zu deutsch: Die Psychology des Zen), Zen and Common Sense (zu deutsch: Zen und Menschenverstand), Zen and Death (zu deutsch: Zen und Tod) u. a. Einige dieser Vorträge wurden basierend auf Audioaufnahmen niedergeschrieben und veröffentlicht. Für einen engeren Kreis veröffentlichte Rose eine Abhandlung namens The Monitor Papers (zu deutsch so viel wie ‘Unterlagen für Gesprächsleiter‘), in der Regeln, Leitfäden und Techniken in Bezug auf Konfrontationen in den privaten Gesprächsrunden eingeführt wurden.
Hohe Achtung hatte Rose vor Alfred Pulyam einem Zen-Lehrer aus Connecticut, der ihm eine Methode zur Transmission, wie sie in der Zen-Literatur Erwähnung findet, an die Hand gab. Darauf basierend veröffentlichte er 1975 Energy Transmutation, Between-ness and Transmission.
Ausgehend von seinen spirituellen Nachforschungen bezog er sich in seinen früheren Vorträgen oft auf seine Erkenntnisse zu paranormalen Phänomenen.

## Einfluss
Rose arbeitete eng mit Gruppen zusammen, die sich anfangs hauptsächlich aus Studenten und Freiberuflern aus dem Nord-Osten der USA zusammensetzten (z. B. Pennsylvania, Ohio, Massachusetts, Maryland, West Virginia). Mit der Zeit, bedingt durch den Eintritt der Studenten in das Berufsleben und die damit verbundene Verbreitung der Gruppenmitglieder, entstanden auch Arbeitsgruppen in Colorado, Kalifornien, North Carolina, Florida und Maine. Seit Rose Mitte der 1990er Jahre wegen seiner Alzheimer-Krankheit stationärer Behandlung bedurfte, haben sich viele dieser Gruppen aufgelöst. Einige jedoch existieren noch heute, insbesondere das Self-Knowledge Symposium (zu deutsch: Selbsterkenntnis-Konferenz) an diversen Universitäten in North Carolina.
Seine Anhänger glauben, dass Rose niemals große Popularität anstrebte. Die Mitglieder der TAT Foundation, der aktuellen Dachorganisation für Roses Lehren, sind geografisch weit verstreut. Interessierte Personen können an Arbeitsgruppen teilnehmen, ohne Mitglied der Dachorganisation werden zu müssen.

## New Vrindaban
1967 wollte Rose einen Ashram auf seiner Farm in Marshall County in West Virginia gründen. Zu diesem Zweck verfasste er einen Brief, der im San Francisco Oracle veröffentlicht wurde. In diesem brachte er seinen Wunsch zum Ausdruck, einen konfessionslosen, nicht gewinnorientierten Ashram zu gründen, der als Rückzugs- oder Zufluchtsort dient, an dem philosophisch orientierte Menschen zusammen oder einzeln arbeiten können.
Neben anderen Suchenden, die auf diesen Brief antworteten, waren auch die Hare-Krishna-Jünger Kirtanananda Swami (Keith Gordon Ham) und sein Partner Hayagriva Das (Howard Morton Wheeler). Die beiden bekamen von Rose einen Pachtvertrag für einen Teil seiner Farm mit einer Laufzeit von 99 Jahren. Dieser Teil der Farm wurde dann schließlich Sitz der New Vrindaban Gemeinschaft inkl. ihres Tempels Prabhupada's Palace of Gold. Diese Gemeinschaft übte starken Druck auf Rose und seine Farm aus. Als Rose versuchte, vor Gericht sein Land zurückzubekommen, gab es in der Gemeinschaft Gespräche darüber, ihn „auszuschalten“ und angeblich wurde er für kurze Zeit von einem Auftragsmörder verfolgt. Trotz der Konflikte mit den Krishna-Anhängern hat Rose niemals sein Bedauern zum Ausdruck gebracht, diesen Teil seiner Farm verpachtet zu haben. „In gewisser Hinsicht ist es besser, die Krishnas um sich zu haben, als die Hillbillies“, sagte er einmal. „Zumindest betrinken sie sich nicht und stehlen dir nicht die Kühler aus den LKWs.“

## Schriften
- Albigen Papers, 1973, 1978 ISBN 1-878683-00-4, ISBN 1-878683-07-1
- Energy Transmutation, Between-ness and Transmission, 1975 ISBN 1-878683-02-0
- Psychology of the Observer, 1979, 2001 ISBN 1-878683-06-3
- Meditation, 1981 Pyramid Press
- Carillon: Poems, Essays & Philosophy, 1982 ISBN 1-878683-03-9
- The Direct-Mind Experience, 1985 ISBN 1-878683-01-2
- Profound Writings, East & West, 1988 ISBN 1-878683-05-5
- „The Three Books of the Absolute“ ist Teil von The Albigen Papers und von Profound Writings, East & West.